# Бернд Нізеке
Бернд Нізеке (нім. Bernd Niesecke, 30 жовтня 1958) — німецький академічний веслувальник.
Олімпійський чемпіон 1988 року в складі розпашної четвірки зі стерновим.
Чемпіон світу 1981, 1986, 1987 років у складі розпашної четвірки зі стерновим, срібний призер 1982 (вісімки), 1983 (розпашні четвірки зі стерновим) років, бронзовий призер 1985 року в складі розпашної четвірки зі стерновим.
Срібний призер ігор Дружба-84 у складі вісімки.